# 하타촌 (고치현)
하타촌(일본어: 八田村)은 일본 고치현 아가와군에 설치되었던 촌이다. 현재의 이노정 하타에 해당되며. 2010년 10월 1일 현재 하타지역의 인구는 731명이고.우편번호는 781-2124이다

## 참고 문헌
- 角川日本地名大辞典編纂委員会,『角川日本地名大辞典 39 高知県』1983, 角川書店